# パーシーズ・ソング
「パーシーズ・ソング」（"Percy's Song"）はボブ・ディランが作詞作曲した曲。これはディランのサードアルバム『時代は変る』のための1963年10月のセッションのアウトテイクだったが、1985年のコンピレーション・アルバム『バイオグラフ』までは正式にはリリースされなかった。このアルバムのライナーノーツで、ディランは曲の「美しいメロディライン」についてポール・クレイトンをクレジットしている。クレイトンは チャイルド・バラッド10番 "The Twa Sisters" のヴァリアントの一つである "The Wind and the Rain" をディランのために演奏した。
ディランは曲を物語るキャラクターの視点から書いた。この曲は、致命的な自動車事故とそれに続く死亡に対する有罪判決の話と、運転手（一人称の語り手の友人）に言い渡されるジョリエット刑務所での99年の刑に関連している。語りては、刑事裁判官に彼の友人の過酷すぎると思われる判決を減刑するように依頼しに行きますが、判決は確定している。頑固な裁判官の物語はチャイルド・バラッド "Geordie" を連想させる。
ジョーン・バエズは「パーシーズ・ソング」を映画『ドント・ルック・バック』の中で演奏している。イギリスのフォーク・ロック・グループ、フェアポート・コンヴェンションは「パーシーズ・ソング」を彼らのサードアルバム『アンハーフブリッキング』に収録した。

## カバー・バージョン
- フェアポート・コンヴェンション、『アンハーフブリッキング』 (1969年)
- アーロ・ガスリー（英語版）、 Washington County (1970年)